# Neunkirchen, Nordrhein-Westfalen
Neunkirchen är en kommun och ort i Kreis Siegen-Wittgenstein i Regierungsbezirk Arnsberg i förbundslandet Nordrhein-Westfalen i Tyskland.